# هيرمان يانسن
هيرمان يانسن (بالألمانية: Herman Ludin Jansen) (و. 1905 – 1986 م) هو بروفيسور وثيولوجي من النرويج. ولد في هالدن وتوفي في أوسلو عن عمر يناهز 81 عاماً.